# Amomum pratisthana
Amomum pratisthana là một loài thực vật có hoa trong họ Gừng. Loài này được Jatindra Sarma, Santanu Dey, Chandrakant Krishnaji Salunkhe và Hussain Ahmed Barbhuiya mô tả khoa học đầu tiên năm 2019.

## Từ nguyên
Tính từ định danh pratisthana đặt theo tên con gái của tác giả đầu tiên là Pratistha Sarma. Ý nghĩa của từ pratistha là thiết lập hay thành lập.

## Phân bố
Loài này có ở Assam, Ấn Độ.